# Grete Schröder (Schriftstellerin)

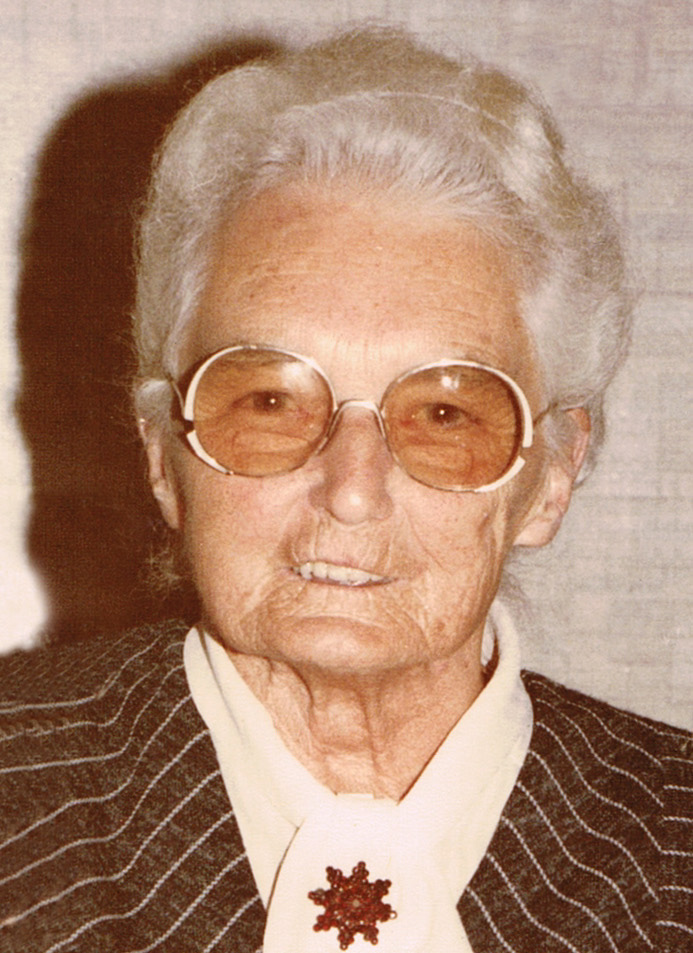
Grete Schröder

Grete Schröder (* 15. Februar 1904 in Graz; † 19. Dezember 1987 in Bad Reichenhall) war eine Autorin. Sie behauptete ab 1965, dem verstorbenen Arzt Karl Nowotny als Schreibmedium zu dienen.

## Leben
Nach ihrem Wirtschaftsstudium arbeitete sie als Steuerberaterin, zuerst in Deutschland, dann in Wien. Nach dem Ende des Zweiten Weltkriegs baute sie nahe dem Rathaus eine große Steuerkanzlei in Wien auf. Anfang der 1950er Jahre kam sie als Patientin zu Karl Nowotny, Dozent der Universität in Wien. Daraus entwickelte sich eine Freundschaft und Nowotny wurde Klient in ihrer Steuerkanzlei.
Nach Nowotnys Tod behauptete sie eine mediale Verbindung zu dem Verstorbenen, aus denen die sechs Bände der Medialen Schriften – Mitteilungen eines Arztes aus dem Jenseits hervorgingen. Sie erheben den Anspruch, Nachrichten Nowotnys zu übermitteln und beinhalten angeblich sein Todeserlebnis sowie seine in der „geistigen Welt“ neu gewonnenen Erfahrungen und Erkenntnisse.

## Veröffentlichungen
- Mediale Schriften – Mitteilungen eines Arztes aus dem Jenseits – Band 1–6, Bergkristall Verlag
  - 1973: Band 4, ISBN 3-87667-033-0, Der Leuchter Reichl, Remagen
  - 1973: Band 5, ISBN 3-87667-054-3, Der Leuchter Reichl, Remagen
  - englische Übersetzungen:
    - 1990 Messages from a doctor in the fourth dimension Vol. 1, Regency Press, London, New York, ISBN 0-7212-0895-9
    - 1992 Messages from a doctor in the fourth dimension Vol. 2, Regency Press, London, New York, ISBN 0-7212-0867-3

  - italienische Übersetzungen:
    - 1990 Scritti medianici. Comunicazioni di un medico dall'aldilà. Vol. 1°, Hermes, Roma, ISBN 88-7938-068-0
    - 1990 Scritti medianici. Comunicazioni di un medico dall'aldilà. Vol. 2°, Hermes, Roma, ISBN 88-7938-069-9

  - türkische Übersetzungen:
    - 1997: Bir Doktorun Ruhsal Dünyadan Mesajları 1. Ruh ve Madde Yayıncılık, Istanbul, ISBN 9758007343
    - 1997: Bir Doktorun Ruhsal Dünyadan Mesajları 2. Ruh ve Madde Yayıncılık, Istanbul, ISBN 9758007351
    - 1997: Bir Doktorun Ruhsal Dünyadan Mesajları 3. Ruh ve Madde Yayıncılık, Istanbul, ISBN 9758007386